# Xiaomi Redmi 8A
Xiaomi Redmi 8A - бюджетный смартфон представленный Xiaomi 1 октября 2019 года. Являeтся преемником Xiaomi Redmi 7A. Доступен в синем, чёрном и красном цветах.

## Характеристики

#### Корпус и экран
Корпус Redmi 8A неразборный, сделан из матового пластика (синий, чёрный и красный) и защищён гидрофобным нанопокрытием по технологии компании P2i. Экран сделан по технологии IPS, имеет диагональ 6,22 дюйма и разрешение 1520 × 720 (HD+). Соотношение сторон экрана — 19:9, то есть 2,37:1,25.

#### Аппаратная платформа
В Redmi 8A установлен 64-битный (стоит 32-битный Android) 8-ядерный процессор Qualcomm Snapdragon 439 на базе ARM Cortex-A53, работающий на частоте до 2 ГГц и сделанный по технологии 12 нм. В качестве видеоускорителя используется Adreno 505. ОЗУ — 2 ГБ, хранилище данных — 16 ГБ; ОЗУ — 3 ГБ, хранилище — 32 ГБ; ОЗУ — 4 ГБ, хранилище — 64 ГБ. Имеется поддержка карт памяти до 256 ГБ. Также смартфон работает на Android 9 с фирменной оболочкой MIUI 10 из коробки, после покупки возможно было обновление до MIUi 11. Поддерживается 4G LTE с попеременной работой двух Nano-SIM, а также Wi-Fi 802.11n, Wi-Fi Direct , Bluetooth 4.2. Поддерживается разблокировка по лицу.

#### Аккумулятор
В Redmi 8A установлен аккумулятор ёмкостью 5000 мА·ч с поддержкой быстрой 18-ваттной зарядки. При такой ёмкости смартфон может проработать до двух дней без подзарядки. В режиме ожидания может работать 25-30 дней.

#### Камера
Основная камера выполнена на сенсоре Sony IMX486 (размер пиксела 1,25 мкм, размер матрицы 6,2 мм, 4032 x 3016 — 12 Мп) с возможностью автофокуса и съёмки видео в Full HD. Фронтальная камера позволяет получать снимки с размером в 5 Мп и возможность записывать видео в Full HD.